# Vajna Antal
Vajna Antal (Vajnafalva (Háromszék megye), 1804. november 1. – Nagyenyed, 1876. május 7.) református gimnáziumi igazgatótanár.

## Élete
Tanult Nagyenyeden, egyszersmind Hegedűs Sámuel fia, Lajos magánoktatója volt. Kolozsvárra is elment, ahol jogot hallgatott; később Ugron István gyermekei mellett volt nevelő; majd báró Kemény Farkas fiával 1833-ban a bécsi és berlini egyetemre ment. Nevelői pályáját 1839-ig vitte. 1842-ben választották a klasszika-literatúrai tanszékre Nagyenyedre (egyszersmind az elemi és középiskola I-IV. osztályának igazgatója volt); állását 1844-ben foglalta el. Bujdosásából 1850 májusában visszatért Enyedre.
Cikke a Mentorban (Kolozsvár, 1842. Eperfanevelés selyemtenyésztés).

## Munkája
- Útmutató az olvasni tanításban a tanítók számára. Előre bocsátott hangtannal Kawernau nyomán átdolgozva. Kolozsvár, 1838. Egy táblával.

Naplójegyzeteket is hagyott hátra.